# Olle Hexe
Olle Hexe ist ein deutscher Kinderfilm der DEFA von Günter Meyer aus dem Jahr 1991. Teilweise wird er auch zu den Märchenfilmen der DEFA gezählt.

## Handlung
Der Junge Paul zieht mit seiner Mutter in eine neue Wohnung ein. Bereits am Umzugstag gerät er mit dem Nachbarsmädchen Anna in Streit. Als Paul wenig später mit dem Fahrstuhl fahren will, hat Anna dieselbe Idee. Im Fahrstuhl kommt es erneut zum Streit zwischen beiden Kindern, da Paul abwärtsfahren will, Anna jedoch nach oben. Nachdem beide mehrfach verschiedene Etagen angewählt haben, fährt der Fahrstuhl wie von Geisterhand immer weiter nach unten. Als er endlich hält, lässt sich die Tür nicht öffnen und erst mit vereinten Kräften gelingt es beiden Kindern, nach außen zu gelangen. Sie finden sich jedoch nicht in ihrer Straße wieder, sondern auf einer tristen Einöde voller Müll und kaputter Autos. Erneut geraten beide in Streit, werden jedoch von einem ankommenden Pferd unterbrochen. Es stellt sich ihnen als Andante vor und ist blind. Die Hexe hat ihm das Augenlicht gestohlen. Tatsächlich haben die beiden Kinder die Hexe bereits im Fahrstuhl kurz gesehen und auch in einem Autowrack zeigt sie sich kurz – eine Warnung an die Kinder, erscheint sie doch nur, wenn zwei sich streiten, und erhält aus der Streitenergie ihre Lebenskraft. Andante, Paul und Anna ziehen los, um die Hexe zu besiegen.
Durch ihre Streitereien geraten Paul und Anna immer wieder in brenzlige Situationen. Längst ahnt die Hexe, dass ihre Zeit abzulaufen droht, wenn beide Kinder in Eintracht ihr Ziel verfolgen (sie besitzt eine Lebensuhr, wobei die letzte Stunde bereits begonnen hat) und so baut sie ihnen verschiedene Fallen. Sie fängt Paul in einem Netz, doch Anna befreit ihn. Als sie Anna in die Tiefe stürzen lässt, rettet Paul sie und den mutlosen Ritter Friedhelm gleich mit dazu. Der ist ohne Rüstung und Waffen, seit er seinen Kampf gegen die Hexe verloren hat. Andante ist sein Pferd. Er schließt sich ihnen an, wie ein zeigerloser Wecker. Die Hexe will die Gemeinschaft verwirren und nimmt durch einen Trick (Anna trinkt ein Hexengebräu) Annas Gestalt an. Ihr Ziel ist die Jugend der Kinder zu bekommen, von dem Pferd hat sie die Sehkraft erhalten und Gebieterin über die Zeit ist sie, da sie alle Uhren in ihrem Land zerstört hat (oder ihre Zeiger entnommen hat). Da Andante Anna nicht sehen kann, wohl aber ihren Geruch kennt, kann er die Hexe entzaubern. Anna jedoch bleibt verschwunden.
Paul, Friedhelm, Andante und der Wecker begeben sich zum Schloss der Hexe, wo Paul die schlafende Anna in einem Dornengebüsch findet und wachküsst (Parallelen zu Dornröschen). Der Zweikampf gegen die Hexe beginnt, doch kann die sich in ihren Zauberspiegel retten und als Monsterspinne den Angriff auf die Anderen beginnen. Der Ritter wird von den Spinnenfäden gefangen genommen. Schließlich gelingt es den Kindern gemeinsam, die Spinne zu besiegen: Paul schleudert mit Annas Haargummi einen Kaugummi in das Maul der Spinne. Eine riesige Kaugummiblase entsteht und zerstört bei ihrer Explosion die Spinne. Die Lebensuhr der Hexe läuft ab – sie ist besiegt.
Wenig später treten nicht nur Paul und Anna aus dem Fahrstuhl. Ihnen folgt Ritter Friedhelm in voller Rüstung und das nun wieder sehende Pferd Andante. Ritter und Andante verabschieden sich von den Kindern und reiten davon, um neue Heldentaten zu begehen. Der Wecker bleibt bei Anna und Paul und warnt beide pünktlich, als sie im Fahrstuhl erneut zu streiten beginnen wollen.

## Produktion
Olle Hexe wurde vom 15. Februar bis 6. Juli 1990 in Potsdam, in der Gegend um Bitterfeld und im tschechischen Most gedreht. Der Film erlebte am 11. Februar 1991 im Palast-Theater in Gera seine Premiere. Zuvor wurde er bereits am 9. Februar im Rahmen des Kleinen DEFA-Festivals im Berliner Kino Babylon gezeigt.
Olle Hexe ist als Kinderfilm mit märchenhaften Elementen konzipiert und wird zum Teil auch zu den Märchenfilmen der DEFA gezählt. Kritiker schrieben zudem, Olle Hexe sei ein „Phantasie-Märchen, bei dem offensichtlich auch Michael Ende Pate gestanden hat“, da ähnlich wie in Die unendliche Geschichte auch in Olle Hexe Zeit ein zentrales Motiv sei. Ein anderes Motiv des Films ist die Gefahr der Gegenwart, wie Umweltverschmutzung und die Spiel- und Fernsehsucht.
Die Wüstenszenen sind ausgekohlte Braunkohlengebiete in der Nähe von Boxberg im Süden der ehemaligen DDR. Die Filmkosten lagen im Durchschnitt bei etwa 1,5 Millionen Mark, wobei das Teure das Drehen im Atelier war.

## Trivia
In einer Szene werden zwei Fernseher gezeigt, von denen der eine einen Ausschnitt aus Der lange Ritt zur Schule, der andere einen aus Spuk von draußen zeigt. Der Schauspieler Hajo Müller (Ritter Friedhelm) spielte in Spuk von draußen mit, ist in diesem Ausschnitt aber nicht zu sehen, als er den Fernseher anfasst. In einer anderen Szene singen Ritter Friedhelm, Anna und Paul ein Lied nach der Melodie von Auf in den Kampf Torero.

## Kritik
Die Kritik nannte den Film ein „Kinoerlebnis […], in dem es vor Überraschungen nur so wimmelt, ein Trick den anderen ablöst, es manchmal gruselig wird und doch alles ein gutes Ende nimmt.“
Das Lexikon des internationalen Films nannte Olle Hexe ein „behutsam inszeniertes Fantasy-Märchen, das Situationen und Gestalten aus der Märchenwelt mit alltäglichen Erfahrungen seines jungen Zielpublikums verbindet und so eine kindgerecht spannende und humorige Geschichte voller zauberhafter Tricks erzählt.“